# Групова збагачувальна фабрика «Київська»
Групова збагачувальна фабрика «Київська» (попередня назва «Куйбишевська») — збудована за проектом інституту «Дондіпрошахт», введена до ладу у 1952 році з проектною потужністю 1500 тис. тонн на рік, реконструйована у 1962 році з доведенням потужності до 2350 тис. тонн.
Проектна технологічна схема як типова для свого часу схема збагачення коксівного вугілля передбачала відсадку двох машинних класів (13-100 та 0,5-13 мм) з попереднім знепилюванням класу 0-13 мм у відцентрових знепилювачах. Частина пилу 0-0,5 мм разом з шламом підрешітних вод та фугату збагачувалася у флотаційних машинах імпелерного типу, друга частина присаджувалася до товарного концентрату. В подальшому, зважаючи на різке підвищення вологості видобутого вугілля, його класифікація та знепилення були виключені з технології, а відсаджувальні машини переведені на відсадку некласифікованого вугілля з застосуванням основної (для класу 0,5-100) та контрольної (для промпродукту основної відсадки, подрібненого до 0-13 мм) операцій. Суттєвим підвищенням технічного рівня фабрики стало впровадження (у 70-і роки) фільтр-пресів для зневоднювання відходів флотації та переходу на замкнений цикл обробки шламів з ліквідацією мулонакопичувача. Останнє мало винятково важливе значення для поліпшення екологічних умов фабрики, що розміщена у самому центрі міста.
Місце знаходження: м.Донецьк, залізнична станція Донецьк-Північний.